# Cision
Cision Sverige AB är ursprungligen ett svenskt företag, som sedan januari 2020 ägs av det amerikanska riskkapitalbolaget Platinum Equity. Företaget är en global leverantör av mjukvara och tjänster för PR- och marknadskommunikation samt investerarkommunikation (IR). Exempel på tjänster är mediedatabas och utskick av pressmeddelanden, bevakning av traditionella och sociala medier samt distribution och tjänster för finansiell information från noterade företag. 
Huvudkontoret är beläget i Chicago och bolaget har över 4 800 anställda med kontor i Europa, Nordamerika och Asien. Cision Sveriges kontor är på Nortullsgatan 6 i Stockholm.

## Cisions tjänster
Cisions tjänster riktas dels till PR- och marknadskommuikatörer, och dels till investor relations-avdelningar på börsnoterade bolag. 
För PR-branschen erbjuder Cision marknadens största mediedatabas över redaktioner, journalister och influencers. Webbgränssnittet CisionPoint innehåller sökbara kontakter till över 10 000 redaktioner i Norden. Via CisionPoint skapas pressrum och pressmeddelanden kan skickas till redaktioner, börser eller utvalda journalistkontakter. Dessutom erbjuds synlighet direkt på olika mediekanaler, exempelvis di.se, breakit.se och Direkt Premium News. Pressrummen kan även integreras på kundernas egna webbplatser. För global distribution kopplas CisionPoint till PR Newswire med ett omfattande distributionsnät till medier i hela världen.
Cision erbjuder även bevakning, mätning och analys av traditionella och sociala medier. Bevaknings- och analystjänsterna täcker dagligen 2 miljoner artiklar i 196 länder på 69 språk. Med mätningen kan effekten av kommunikationen följas upp baserat på olika parametrar, exempelvis visningar och engagemang.
Cisions IR-tjänster består av kompletta kommunikationslösningar för alla bolag noterade på svensk börs eller MTF samt i Danmark, Norge och Finland. Kommunikationslösningar uppfyller informationskraven för bolag noterade på Nasdaq Stockholm, NGM, First North, Nordic SME, Spotlight Stock Market samt alla listor på Oslo Børs, Nasdaq Helsinki och Nasdaq Copenhagen.

## Historia
Cision startade som Svenska Telegrambyån i Sverige redan 1892. På den tiden kretsade verksamheten kring pressurklipp. Genom åren har företag arbetat under olika namn, såsom Observer, Romeike, Bacon’s och Bowdens. 2009 bytte företaget namn till Cision och sedan dess har företaget vuxit globalt.  
- Den 15 september 2014 meddelade Cision förvärvet av Visible Technologies, ett analysföretag för sociala medier.[2]

- Den 14 oktober 2014 tillkännagav Cision AB och Vocus en fusion mellan de två PR-företagen.[2] Cision med säte i Sverige flyttade sitt huvudkontor till Chicago och Vocus från Maryland, USA. Det sammanslagna bolaget kommer att kallas Cision.[3]

- Under 2015 förvärvade Cision även det brittiska företaget Gorkana, som erbjuder övervakning, journalistdatabas och analystjänster.[4]

- Den 15 december 2015 förvärvade Cision PR Newswire från UBM plc för 841 miljoner USD.[5]

- Den 29 juni 2017 noterades Cision på New York-börsen (NYSE) via en fusion med Capitol Acquisition Corporation III.[6]

- Den 24 januari 2018 avslutade Cision förvärvet av PRIME Research.[7]

- Den 3 januari 2019 förvärvade Cision sociala medie-företaget Falcon.io.[8]

- Den 31 januari 2020 förvärvar Platinum Equity Cision för 2,7 miljarder USD. Cision blir återigen privatägt och avnoteras från New York-börsen.[1]

- I februari 2021 tillkännagav Cision förvärvet av sociala medie-bevakningsföretaget Brandwatch för 450 miljoner USD.[9]